# Hieronim Dunin Sulgostowski
Hieronim Dunin Sulgostowski (Suligostowski) herbu Łabędź – wojski radomski od 1618 roku (zrezygnował przed 28 września 1628 roku).
24 czerwca 1607 roku podpisał pod Jeziorną akt detronizacji Zygmunta III Wazy. Poseł województwa sandomierskiego na sejm 1620 roku.